# Buddhismus v Japonsku

Socha Buddhy Amidy v Kamakuře, Kótokuin

Buddhismus v Japonsku lze rozdělit do zhruba tří čistě orientačních period; do období Nara (do roku 794), období Heian (794–1184) a poheianského období (od roku 1185 až po současnost). Buddhismus se do Japonska dostal z Koreje a dnes jsou zde nejrozšířenější tři formy buddhistického učení: zen, amidismus a Ničirenův buddhismus. Pro japonské obyvatele je typické, že se hlásí jak k buddhismu, tak k šintoismu.

## Dějiny buddhismu v Japonsku

### Počátky (období Asuka)

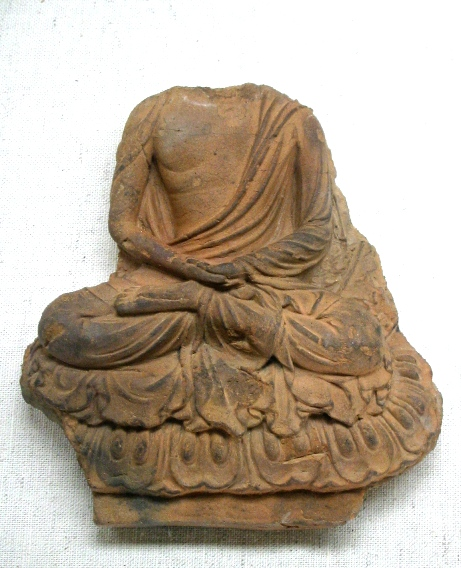
Kachlík se sedícím Buddhou, prefektura Nara, 7. století, Tokijské národní muzeum.

Počátky pronikání buddhismu do Japonska sahají do 6. století. Byl to relativně zdlouhavý proces, který byl u císařského dvora dokončen až v letech 593–621, avšak podle tradičního podání se příchod buddhismu do Japonska určuje na konkrétní rok. Podle kroniky Nihonšoki to bylo v roce 552, v úvahu však připadají i jiná léta jako 522 či 538. Tehdejší korejský panovník království Päkče Songmjong měl vyslat poselstvo mnichů k japonskému císaři, aby u něj hledali vojenskou pomoc proti sousednímu království Silla, které tehdy Päkče ohrožovalo. Mezi dary, které s sebou mniši nesli, byla bronzová socha Buddhy, několik súter a další buddhistické předměty včetně dopisu, který vychvaloval dharmu. Japonský dvůr dary přijal, avšak tím si buddhismus vítěznou pozici nezajistil. V Japonsku byla zakotvena víra v kami a Buddhu Japonci často považovali za urážku svých božstev. V této době totiž soupeřily o moc dva významné japonské klany Soga a Mononobe. Klan Soga i císařský princ Šótoku byl buddhismu nakloněn, avšak klan Mononobe se snažil jeho šíření zadržet. Poté co byl v bitvě u hory Šigi v červenci 587 klan Mononobe poražen, začal buddhismus v Japonsku vzkvétat.

### Období Nara
Rozmachu se buddhismus dočkal za vlády císaře Šómua (724–749). Japonsko postihla smrtící epidemie neštovic a císař se rozhodl obrátit na buddhismus. Když epidemie ustala, císař shledal, že buddhismus je pro Japonsko dobrý, a začal jej šířit po celé zemi. Nechal vystavět mnoho buddhistických chrámů a Buddhových soch. I když většina obyvatel Japonska přijala po vzoru císaře buddhismus za svůj, nepřestávali dál praktikovat své předešlé náboženství, které dnes označujeme jako šintoismus. To je až do dnešních dnů pro Japonsko typické; většina lidí se hlásí k buddhismu a šintoismu zároveň.
Největší vliv mělo v této době tzv. „Šest narských škol“: Džódžicu (成実宗, Džódžicušú), Hossó (法相宗, Hossóšú), Kegon (華厳宗, Kegonšú), Kuša (倶舎宗, Kušašú), Ricu (律宗, Riššú) a Sanron (三論宗, Sanronšú).

### Období Heian
Od pozdního období Nara se začíná rozvíjet tzv. ezoterní buddhismus, který přichází do Japonska z Číny. Přinesli jej sem dva mniši, Kúkai a Saičó, kteří založili školy Tendai a Šingon. V pozdním období Heian se začínají formovat první čistě japonské školy.

#### Tendai
Školu založil japonský mnich čínského původu Saičó. Inspiroval se čínskou školou Tchien-tchaj. Učení školy Tendai se zakládá na Lotosové sútře, skrze kterou se snaží o syntézu různých buddhistických směrů. Pro laiky byla zajímavá tím, že nabízela dosáhnutí buddhovství i jim a v tomto životě.

#### Šingon
Kúkai, původně japonský buddhistický mnich, odešel do Číny, kde studoval různé školy, a po návratu do Japonska založil vlastní školu Šingon. Tento směr patří díky svým četným rituálům k těm „ezoteričtějším“. Dovoluje uctívání šintoistických božstev, která mají za úkol chránit buddhistické sútry.

### Období Kamakura po současnost

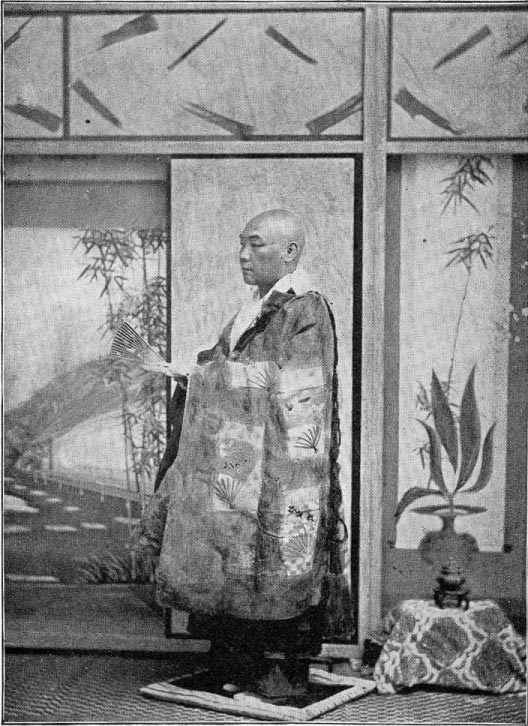
Japonský buddhistický kněz kolem roku 1897

V období Kamakura se začínají formovat asi dvě největší školy japonského buddhismu: Škola Čisté země a Zenový buddhismus. Dodnes patří obě školy k nejrozšířenějším buddhistickým školám v Japonsku. Své místo si rovněž našlo učení mnicha Ničirena.

#### Škola Čisté země
Škola Čisté země je v Japonsku známa spíš jako amidismus. Stoupenci buddhismu Čisté země věří, že v současné době je svět ve velkém úpadku a pro běžného člověka je nemožné dojít nirvány. Lépe než se pak věnovat vlastní meditaci, je uctívat buddhu Amitábhu a v příštím životě se zrodit v Čisté zemi, kde je dosažení nirvány zaručeno.

#### Zen
Zen pronikl do Japonska z Číny (kde byl znám pod jménem čchan) v podobě sekty Rinzai a sekty Sótó. Svou spontánností a přísností se škola Rinzai stala brzy náboženstvím samurajů a vedla ke „kultu válečníka“.

#### Ničiren
Ničiren (1222–1282) byl buddhistický mnich, který se pokusil sjednotit rozpolcenost japonského buddhismu do jediné školy. Jeho zájem se soustředil na Lotosovou sútru, které je připisována tradiční mantra Nam(u) Mjóhó Renge Kjó. Po Ničirenově smrti se škola rozpadla na větší počet menších škol jako Ničiren šú či Ničiren šóšú. Ve 20. století z Ničirenova učení vznikly nové školy jako Sóka gakkai apod.